# Luis Moreno Mansilla
 (juillet 2017).
Si vous disposez d'ouvrages ou d'articles de référence ou si vous connaissez des sites web de qualité traitant du thème abordé ici, merci de compléter l'article en donnant les références utiles à sa vérifiabilité et en les liant à la section « Notes et références ».
 (juillet 2017).
Le contenu est difficilement compréhensible vu les erreurs de traduction, qui sont peut-être dues à l'utilisation d'un logiciel de traduction automatique.
Pour les articles homonymes, voir Mansilla.
Cet article concerne l'architecte. Pour le cycliste, voir Luis Mansilla.
Luis Moreno García-Mansilla, connu comme Luis Mansilla (Madrid, juillet 1959 - Barcelone, 22 février 2012), est un architecte espagnol. Avec Emilio Tuñón, il dirigeait l'agence Mansilla + Tuñón, qui a développé une architecture basée sur l'activation communautaire par médiation d'icônes spatiales facilement identifiables.

## Biographie

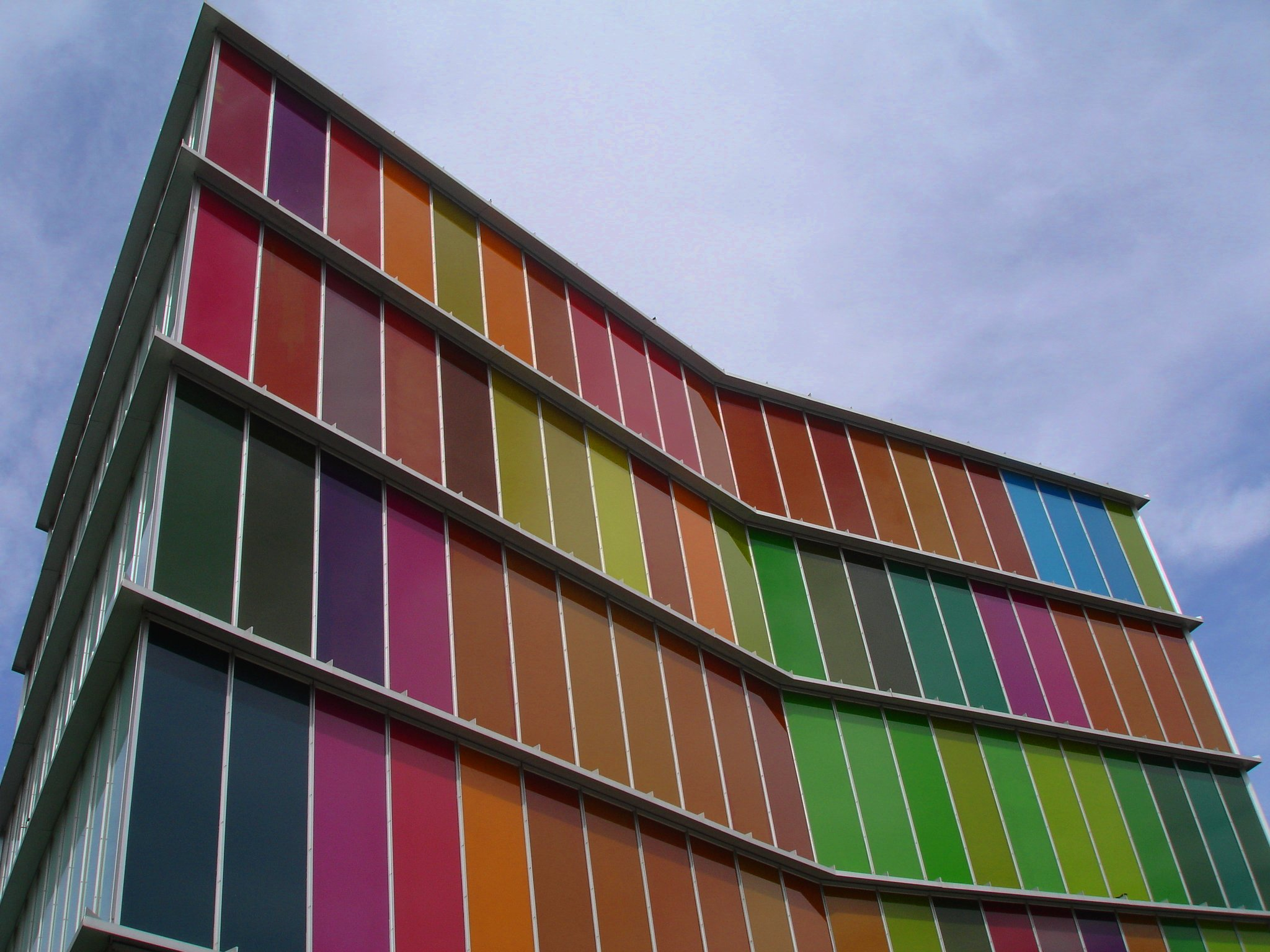
Façade du MUSAC à León, oeuvre de Mansilla et Tuñón.

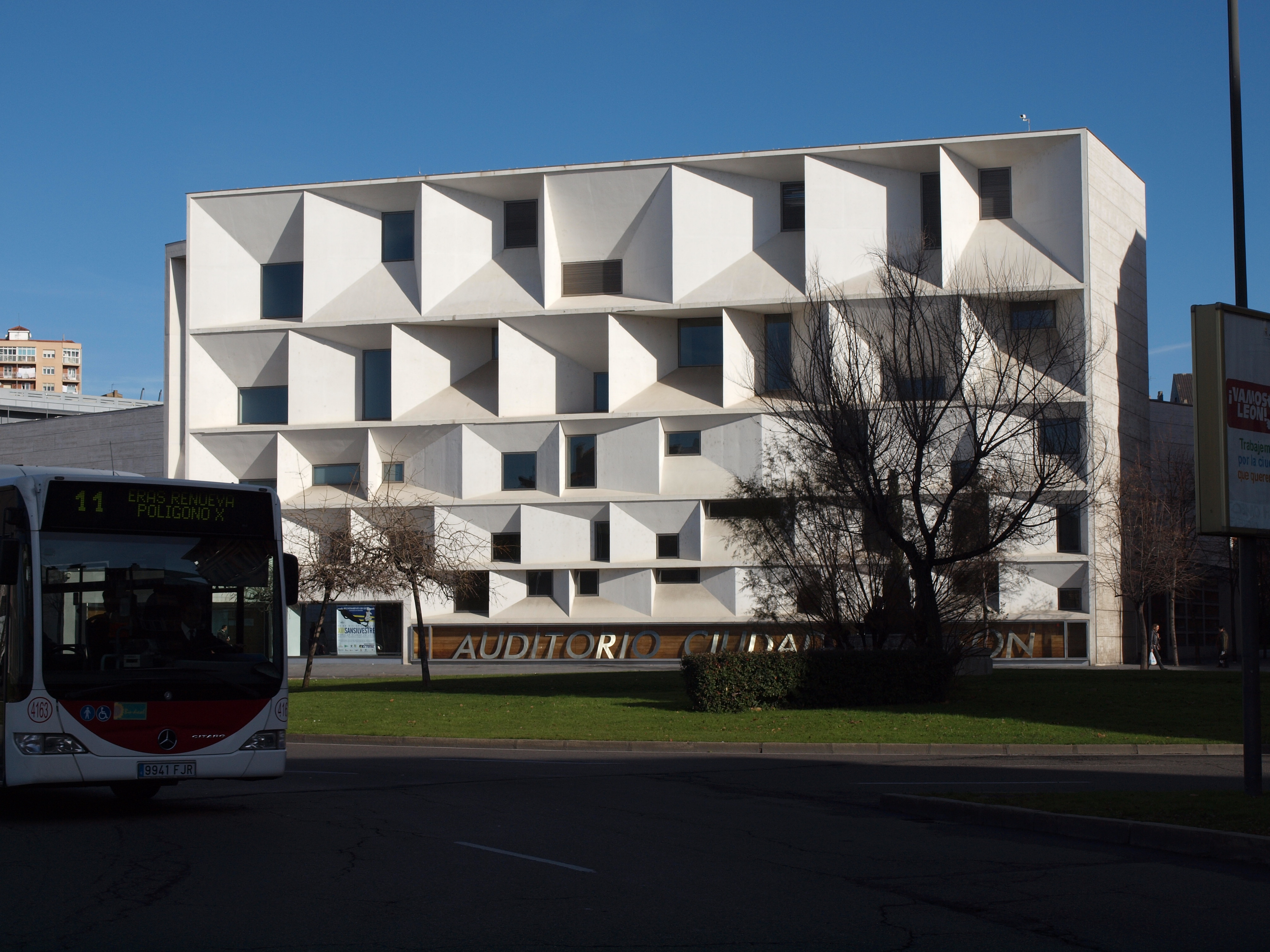
Façade de l'Auditorie Ville de León, oeuvre de Mansilla et Tuñón

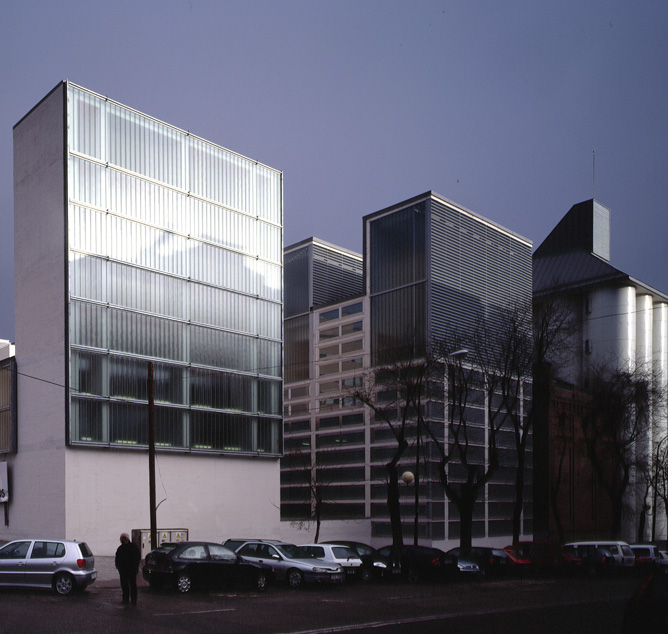
Bibliothèque Régionale Joaquín Leguina, projet de récupération oeuvre de Mansilla et Tuñón

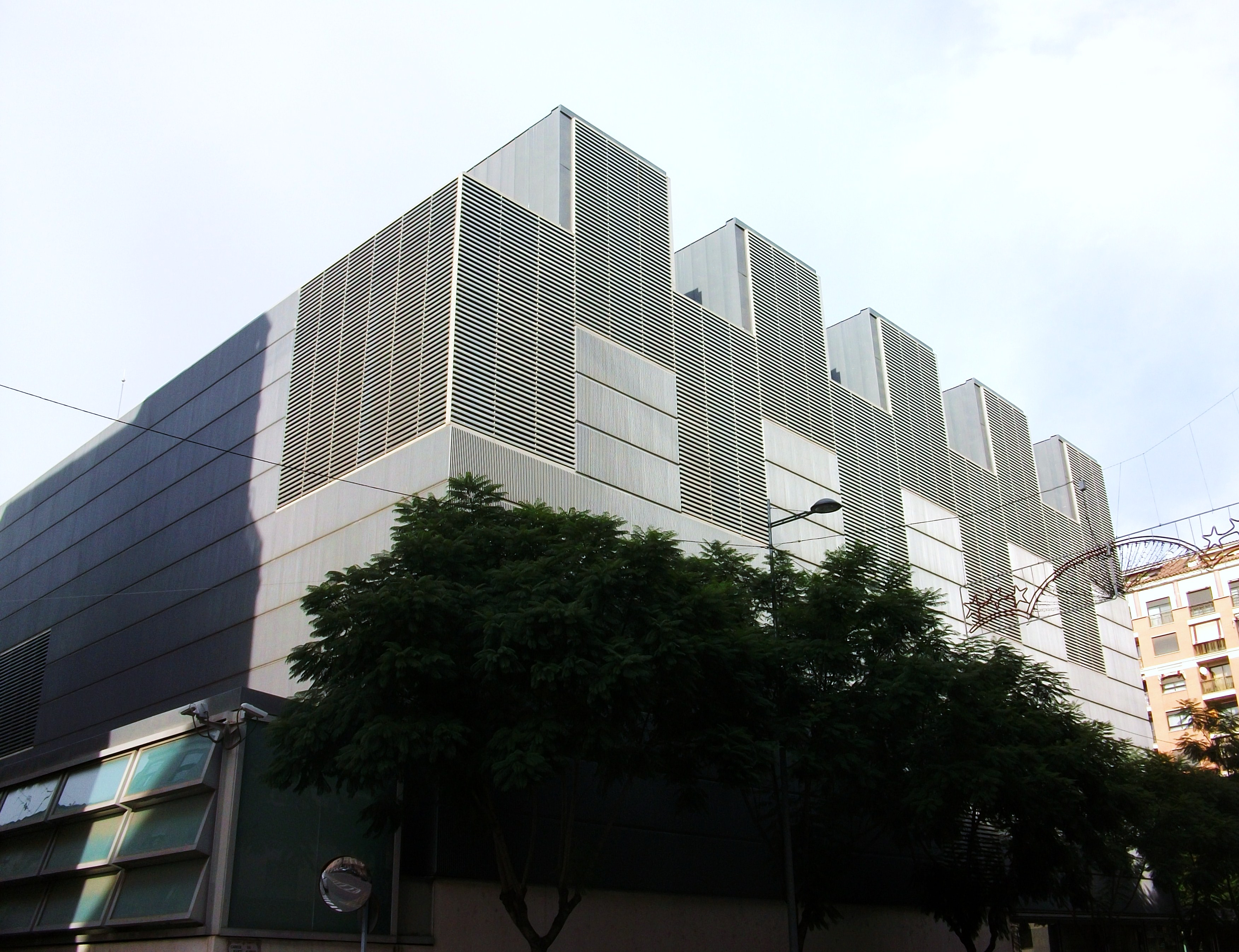
Musée de Beaux-Arts de Castellón

En 1982, il devient architecte après son passage à l'École technique supérieure d'architecture (ETSAM) de l'Universidad Politécnica de Madrid. Il est pensionnaire de l'Académie de beaux-arts d'Espagne à Rome. Il est aussi professeur du département de projets architectoniques de l'École technique supérieure d'architecture de Madrid de 1986 à son décès. Il est également professeur invité de l'École Städel de Francfort, de l'« École d'architecture »(Archive.org • Wikiwix • Archive.is • Google • Que faire ?) de l'Université de la Navarre, du Collège universitaire CEE-Architecture, de la Nouvelle École d'architecture du Porto Rico, de l'École internationale d'architecture de Barcelone, de l'École polytechnique fédérale de Lausanne et de la Harvard University School of Design.

## Œuvre
L’œuvre de Mansilla et Tuñón s'est fait connaitre à travers une série de projets publics en des environnements avec préexistences historiques hétérogènes, comme le Musée de Zamora (1996), ou le Centre Documentaire de la Communauté de Madrid (Archives Régionales de la Communauté de Madrid et Bibliothèque Régionale Joaquín Leguina) (2002) dans l'ensemble de bâtiments des anciennes usines de Bières El Aguila. Des œuvres qui ont suscité en peu de temps l'intérêt de la critique spécialisée par l'application de stratégies d'intégration d’échelle et une figuration que, liée à des icônes de la modernité, se reliait à des expériences artistiques de la deuxième moitié du XXe siècle. Postérieurement avec des projets comme le Musée de Beaux-Arts de Castellón ou sa proposition pour l'agrandissement du Musée National Centre d'Art Règne Sofia ils ont incorporé des outils propres du processus et de l'art performatif que le bureau a transférés à l'architecture. Depuis ce moment, son travail a été déployé sur différents fronts. D'une part, la spéculation figurative. Avec des projets comme la proposition gagnante du Centre International de Conventions de Madrid (2007) dans le complexe de l'ancienne Ville Sportive du Real Madrid ou du Musée de la Cantabrie, également vainqueur. D'autre part, des expériences d'activation urbaine, qu'ils ont qualifiées de « paysages sociaux » dans leurs manifestations publiques, comme dans le programme de visibilité graphique du MUSAC (2004) ou la proposition Madrid Games (2002). Et enfin, dans la création de protocoles et technologies de l'interaction, comme dans le projet construit à Vigo le siège de la Fondation Pedro Barríé de la Maza (2003).

## Projets
- 1993-1996 Musée de Zamora, Espagne.
- 1994-1998 Centre de Natation en San Fernando d'Henares. 1er prix, Madrid, Espagne.
- 1994-2001 Auditorie Ville de León. 1er prix, León, l'Espagne.
- 1994-2002 Centre Documentaire de la Communauté de Madrid (El Aguila). 1er prix, Madrid, Espagne.
- 1997-2000 Musée de Beaux-Arts de Castellón[2], Castellón, Espagne.
- 1999 Proposition Urbaine pour Sarriguren, Sarriguren, Espagne.
- 1999 Agrandissement du Centre d'Art Règne Sofia, Madrid, Espagne.
- 2000 Projet je Centre Culturel. 1er prix, Brescia, Italie.
- 2001 Construction en Cruz. 2e prix, Teruel, Espagne.
- 2001 Ensemble Sanfermines. 1er prix, Pampelune, Espagne.
- 2001-2004 MUSAC de Castille-et-Léon, León, Espagne.
- 2002 Musée de Collections Royales. 1er prix, Madrid, Espagne.
- 2002 Madrid Games, Madrid, Espagne.
- 2002 Centre Civique à Sabadell, Sabadell, Espagne.
- 2002 Nouveau Centre Paroissial de Ademuz, Valence, Espagne.
- 2002 Grand Slam à Madrid, Madrid, Espagne.
- 2003 Musée de la Cantabrie. 1er prix, Santander, Espagne.
- 2003 Citadelle à Logroño. 1er prix, Logroño, Espagne.
- 2003 Fondation Pedro Barrié de la Maza, Vigo, Espagne.

## Prix
- 1995 Prix COAM de Publications et Diffusion de l'Architecture (CIRQUE).
- 1995 Premier prix dans le concours pour le Centre Culturel de la Communauté de Madrid.
- 1996 Premier prix dans le concours pour l’Auditoire Ville de León.
- 1997 Mention Prix Architecture Espagnole.
- 1997 Finaliste Prix Mies van der Rohe (Musée de Zamora).
- 1998 Premier prix concours pour le Musée de Beaux-Arts de Castellón.
- 1999 Finaliste Prix Mies van der Rohe (Centre de Natation en San Fernando d'Henares).
- 2000 Prix COACV.
- 2000 Prix Œuvre Excellente.
- 2001 Finaliste Prix Mies van der Rohe (Musée de Beaux-Arts de Castellón).
- 2001 Premier prix concours pour le Centre de Culture Contemporaine de Brescia.
- 2001 Premier prix concours pour le Musée des Sanfermines.
- 2001 Prix FAD (Musée de Beaux-Arts de Castellón).
- 2002 Premier prix concours pour le Musée de la Cantabrie.
- 2002 Premier prix concours pour le Musée de Collections Réelles.
- 2003 Prix de Publications dans l'III Bienal Iberoamericana d'Architecture (CIRQUE).
- 2003 Finaliste Prix Mies van der Rohe (Auditorie Ville de León).
- 2003 Premier prix dans le concours pour le Plan Directeur de l'Urbanisation de la zone de Valbuena à Logroño.
- 2003 Prix d'Architecture Espagnole (Auditorie Ville de León).
- 2007 MUSAC[3] de Castille-et-Léon, Prix d'Architecture Contemporaine de l'Union européenne, Prix Mies van der Rohe[4]

## Publications
- Andelini, Luigi Titre: Mansilla + Tuñón / Luigi Andelini... [et Au.] Milano: Élue, 1998 Collection: (Archi-Voit-S)
- Baztán, Carlos Titre: Bibliothèque Régionale et Archives de la Communauté de Madrid dans l'ancienne usine de bière "L'Aigle" / [auteurs des textes: Carlos Baztán... [et Au.]
- Titre: Musée de Beaux-Arts, Castellón = Fine arts museum, Castellón Source: En: AE2001: VI Bienal d'Architecture Espagnole: projets = AE2001: 6th Spanish Architecture Biennial: projects / organisateurs: Ministère de Promotion...[et Au.]. -- Madrid: Bienal d'Architecture Espagnole, D.L. 2001. -- P. 86-97: fot., Plan., alz. Notes: Architectes: Emilio Tuñón, Luis Brun Mansilla. (Décembre de 2000) CENTRE SIGNATURA Collège Officiel d'Architectes de Madrid 11181
- Musée Provincial de Arqueología et Beaux-Arts: Zamora: Quatrième Bienal d'Architecture Espagnole = 4th Biennial of Spanish Architecture: 1995-1996. -- Madrid: Ministère de Promotion [etc.], D.L. 1997. -- p. 18-21 Notes: Architectes: Emilio Tuñón et Luis Brun Mansilla 1989/1992 CENTRE SIGNATURA Collège Officiel d'Architectes de Madrid 5127